# Poecilimon
Poecilimon is een geslacht van rechtvleugeligen uit de familie sabelsprinkhanen (Tettigoniidae). De wetenschappelijke naam van dit geslacht is voor het eerst geldig gepubliceerd in 1853 door Fischer.

## Soorten
Het geslacht Poecilimon omvat de volgende soorten:
- Poecilimon deplanatus Brunner von Wattenwyl, 1891
- Poecilimon hamatus Brunner von Wattenwyl, 1878
- Poecilimon ikariensis Willemse, 1982
- Poecilimon klausgerhardi Fontana, 2004
- Poecilimon paros Heller & Reinhold, 1992
- Poecilimon unispinosus Brunner von Wattenwyl, 1878
- Poecilimon adentatus Ramme, 1933
- Poecilimon aegaeus Werner, 1932
- Poecilimon affinis Frivaldsky, 1867
- Poecilimon albolineatus Ingrisch & Pavicevic, 2010
- Poecilimon amissus Brunner von Wattenwyl, 1878
- Poecilimon ampliatus Brunner von Wattenwyl, 1878
- Poecilimon anatolicus Ramme, 1933
- Poecilimon angulatus Uvarov, 1939
- Poecilimon armeniacus Uvarov, 1921
- Poecilimon artedentatus Heller, 1984
- Poecilimon ataturki Ünal, 1999
- Poecilimon athos Tilmans, Willemse & Willemse, 1989
- Poecilimon bidens Retowski, 1889
- Poecilimon bifenestratus Miram, 1929
- Poecilimon bilgeri Karabag, 1953
- Poecilimon birandi Karabag, 1950
- Poecilimon bischoffi Ramme, 1933
- Poecilimon boldyrevi Miram, 1938
- Poecilimon bosphoricus Brunner von Wattenwyl, 1878
- Poecilimon brunneri Frivaldsky, 1867
- Poecilimon celebi Karabag, 1953
- Poecilimon cervoides Karabag, 1964
- Poecilimon cervus Karabag, 1950
- Poecilimon chopardi Ramme, 1933
- Poecilimon chostae Stshelkanovtzev, 1935
- Poecilimon concinnus Brunner von Wattenwyl, 1878
- Poecilimon cretensis Werner, 1903
- Poecilimon davisi Karabag, 1953
- Poecilimon demirsoyi Sevgili, 2001
- Poecilimon distinctus Stshelkanovtzev, 1910
- Poecilimon diversus Ünal, 2010
- Poecilimon djakonovi Miram, 1938
- Poecilimon doga Ünal, 2004
- Poecilimon ebneri Ramme, 1933
- Poecilimon ege Ünal, 2005
- Poecilimon elegans Brunner von Wattenwyl, 1878
- Poecilimon erimanthos Willemse & Heller, 1992
- Poecilimon ersisi Salman, 1978
- Poecilimon eskishehirensis Ünal, 2003
- Poecilimon excisus Karabag, 1950
- Poecilimon ferwillemsei Ünal, 2010
- Poecilimon flavescens Herrich-Schäffer, 1838
- Poecilimon fussii Fieber, 1878
- Poecilimon geoktschajcus Stshelkanovtzev, 1910
- Poecilimon gerlindae Lehmann, Willemse & Heller, 2006
- Poecilimon glandifer Karabag, 1950
- Poecilimon gracilioides Willemse & Heller, 1992
- Poecilimon gracilis Fieber, 1853
- Poecilimon guichardi Karabag, 1964
- Poecilimon hadjisarandou Werner, 1938
- Poecilimon harveyi Karabag, 1964
- Poecilimon hatti Ünal, 2004
- Poecilimon haydari Ramme, 1951
- Poecilimon heinrichi Ramme, 1951
- Poecilimon heroicus Stshelkanovtzev, 1911
- Poecilimon hoelzeli Harz, 1966
- Poecilimon inflatus Brunner von Wattenwyl, 1891
- Poecilimon inopinatus Ünal, 2010
- Poecilimon intermedius Fieber, 1853
- Poecilimon istanbul Ünal, 2010
- Poecilimon iucundus Ünal, 2003
- Poecilimon izmirensis Ramme, 1933
- Poecilimon jablanicensis Chobanov & Heller, 2010
- Poecilimon jonicus Fieber, 1853
- Poecilimon karabagi Ramme, 1942
- Poecilimon karabukensis Ünal, 2003
- Poecilimon karakushi Ünal, 2003
- Poecilimon kocaki Ünal, 1999
- Poecilimon kutahiensis Werner, 1901
- Poecilimon laevissimus Fischer, 1853
- Poecilimon lateralis Fieber, 1853
- Poecilimon ledereri Ramme, 1933
- Poecilimon lodosi Harz, 1975
- Poecilimon longicercus Ünal, 2010
- Poecilimon luschani Ramme, 1933
- Poecilimon macedonicus Ramme, 1926
- Poecilimon mariannae Heller, 1988
- Poecilimon marmaraensis Naskrecki, 1991
- Poecilimon martinae Heller, 2004
- Poecilimon minutus Karabag, 1975
- Poecilimon miramae Ramme, 1933
- Poecilimon mytilenensis Werner, 1932
- Poecilimon naskrecki Ünal, 2001
- Poecilimon neglectus Ramme, 1931
- Poecilimon nobilis Brunner von Wattenwyl, 1878
- Poecilimon nonveilleri Ingrisch & Pavicevic, 2010
- Poecilimon obesus Brunner von Wattenwyl, 1878
- Poecilimon obtusicercus Heller, Sevgili & Reinhold, 2008
- Poecilimon oligacanthus Miram, 1938
- Poecilimon orbelicus Pancic, 1883
- Poecilimon ornatus Schmidt, 1850
- Poecilimon pechevi Andreeva, 1978
- Poecilimon pergamicus Brunner von Wattenwyl, 1891
- Poecilimon pindos Willemse, 1982
- Poecilimon pliginskii Miram, 1929
- Poecilimon propinquus Brunner von Wattenwyl, 1878
- Poecilimon pseudornatus Ingrisch & Pavicevic, 2010
- Poecilimon pulcher Brunner von Wattenwyl, 1891
- Poecilimon roseoviridis Chobanov & Kaya, 2012
- Poecilimon sanctipauli Brunner von Wattenwyl, 1878
- Poecilimon schmidtii Fieber, 1853
- Poecilimon scythicus Stshelkanovtzev, 1911
- Poecilimon serratus Karabag, 1962
- Poecilimon similis Retowski, 1889
- Poecilimon solus Ünal, 2010
- Poecilimon soulion Willemse, 1987
- Poecilimon stshelkanovtzevi Tarbinsky, 1932
- Poecilimon sureyanus Uvarov, 1930
- Poecilimon syriacus Brunner von Wattenwyl, 1891
- Poecilimon tauricola Ramme, 1951
- Poecilimon tauricus Retowski, 1888
- Poecilimon thessalicus Brunner von Wattenwyl, 1891
- Poecilimon thoracicus Fieber, 1853
- Poecilimon toros Ünal, 2003
- Poecilimon tricuspis Miram, 1926
- Poecilimon tschorochensis Adelung, 1907
- Poecilimon turciae Ramme, 1951
- Poecilimon turcicus Karabag, 1950
- Poecilimon ukrainicus Bey-Bienko, 1951
- Poecilimon varicornis Haan, 1842
- Poecilimon variicercis Miram, 1938
- Poecilimon veluchianus Ramme, 1933
- Poecilimon vodnensis Karaman, 1958
- Poecilimon werneri Ramme, 1933
- Poecilimon xenocercus Karabag, 1956
- Poecilimon zimmeri Ramme, 1933
- Poecilimon zonatus Bolívar, 1899
- Poecilimon zwicki Ramme, 1939